# Токугава Цунајоши
Токугава Цунајоши (1646-1709), пети шогун из династије Токугава.

## Владавина
Цунајоши је био први шогун династије Токугава који је изабран између неколико могућих кандидата. Ијемицуов четврти син, Цунајоши је служио као даимјо као усвојени поглавар куће Татебајаши и тако је развио сопствене идеје о шогунској политици пре него што је преузео ту функцију. Иако је био покровитељ конфучијанске политичке филозофије, његова репутација је била нарушена неким од његових екстремних политика, што је илустровано његовим уредбама о заштити животиња, посебно паса. Био је први шогун који је установио функцију великог коморника (собајонин) као средство за заобилажење Врховног Савета, чиме је зарадио огорченост многих укорењених фудаи даимјоа.

### Најважнији догађаји
- 1680. Цунајошии је постављен за шогуна; он потврђује свој ауторитет смењивањем великог саветника Сакаи Тадакијо-а и конфискацијом дела или целих домена 46 даимјоа, почевши од Мацудаира Мицунаге из Такаде 1681; ревидирано и проширено издање, које садржи више од тридесет хиљада натукница, речника Сецујо шу из петнаестог века објављено је у Едоу.

- 1681. Тена ера почиње 29. септембра.

- 1682. Киношита Џунан постаје конфучијански саветник шогуната; Јамазаки Ансаи, истакнути неоконфучијански научник и оснивач Суига школе шинтоа, умире; Ихара Саикаку објављује своју прву књигу, Живот заљубљеног човека.

- 1684. Почиње ера Џокуо 21. фебруара; у Еду се објављују закони који регулишу издавачку делатност.

- 1685. Појављује се водич за Кјото, који наводи 241 мајстора учитеља који нуде приватну наставу из четрдесет седам специјалности.

- 1686. Заштитно удружење (кабунакама) формирају трговци на велико памучном тканином у Едоу; издају се прописи који се односе на трговину са Корејом; Саикаку објављује Живот заљубљене жене и Пет жена које су волеле љубав; Чикамацу Монзаемон пише Кагекијо (Победоносни).

- 1688. Саикаку објављује Нихон еитаигура (Вечно складиште Јапана); Генроку ера почиње 30. септембра; Јанагисава Јошијасу постаје велики коморник шогуна Цунајошија; шогунат ограничава на седамдесет број кинеских бродова који посећују Нагасаки сваке године.

- 1689. Башо креће на своје путовање „Уским путевима до удаљених места“.

- 1690. Укијо-зоши књижевност достиже нове врхунце популарности; уметник штампе на дрвету Тории Кииомори почиње да црта глумце, правећи свој први постер за Ицхимура-за; школа коју је основао Хајаши Разан именована је као званична школа шогуната.

- 1693. Шогунат завршава попис становништва Еда, бележећи популацију од више од 353.000 грађана.

- 1694. Формиранo Udru\ewe десет велепродајних удружења у Еду; Башо умире.

- 1696. Мијазаки Антеи пише Ногио зеншо (Потпуни пољопривредник) једва годину дана пре своје смрти.

- 1698. Цунајоши наређује своје прво смањење вредности (девалвацију) новца.

- 1702. Четрдесет и седам ронина изводе своју славну освету.

- 1703. Pрви пут је изведен Чикамацуов комад Љубавна самоубиства у Сонезакију; више од двадесет домена је до сада основало школе за васпитавање самураја.

- 1704. Умро је Ичикава Данџуро, први вођа Ичикава кабуки трупе; Хоеи ера почиње 13. марта.

- 1705. Хиљаде широм Јапана придружују се окагемаири ходочашћима у Исе; шогунат конфискује богатство Јодоја Сабуроемона.[2]
- 1709. Токугава Ијенобу именован за шогуна.